# Ave Line
Die Ave Line ist eine lettische Reederei, die zwischen Lübeck-Travemünde und Riga verkehrte.

## Geschichte
Die Ave Line wurde im Jahr 2000 gegründet und startete am 21. November 2008 erstmals den Fährbetrieb zwischen Travemünde und Liepāja.
Nachdem die Ave Line zunächst lediglich mit der gecharterten Ave Liepaja (ehemals Brave Merchant) gefahren war, wurde Ende 2008 ein zweites Schiff, die Ave Luebeck (ehemals Dawn Merchant), gechartert. Bevor dieses jedoch den Ostseeraum erreicht hatte, wurde die Charter storniert.
Nachdem auch die Charter der Ave Liepaja zum Ende von 2009 ausgelaufen war, fiel der Fährbetrieb für ca. vier Monate aus, bevor im April 2010 die Baltic Amber (ehemals Borja) als Nachfolgeschiff in den Dienst gestellt wurde. Nachdem Scandlines die Route von Travemünde nach Liepāja übernommen hatte, lief Ave Line zunächst den lettischen Hafen in Ventspils an, bevor der Dienst nach Riga umgestellt wurde.
Am 14. Oktober 2010 wurde bekannt, dass die Baltic Amber als Ersatzschiff für die havarierte Lisco Gloria an DFDS Lisco verchartert wurde. Damit verfügt Ave Line seit dem 17. Oktober 2010 über kein Schiff mehr.

## Schiffschronik

### Ave Liepaja(2008–2009)

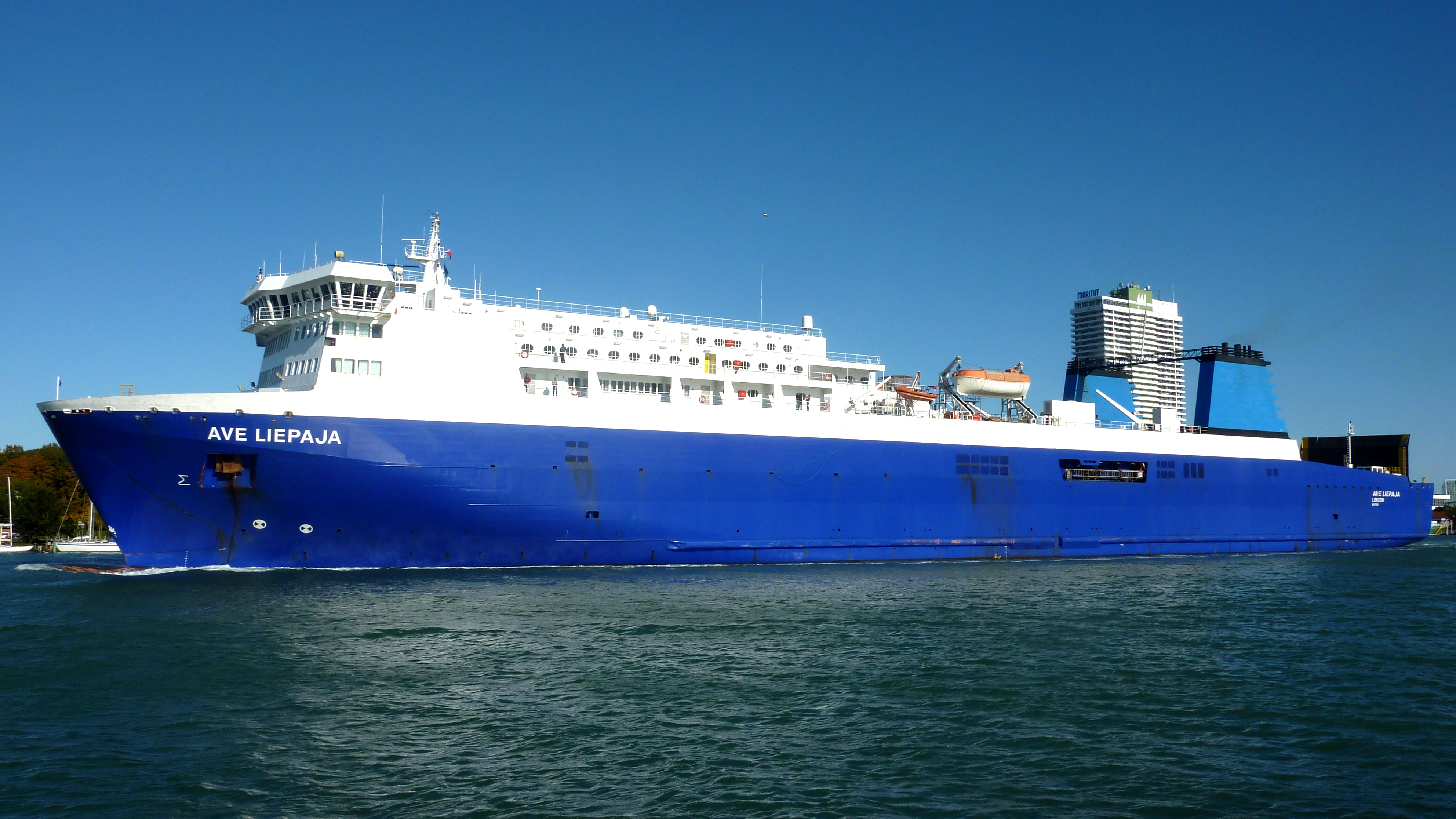
Ave Liepaja in Travemünde (2009)

Das Schiff wurde 1999 als Brave Merchant für Merchant Ferries in Sevilla, Spanien gebaut. Von 2006 bis 2008 wurde es für den Einsatz zwischen Palma und Barcelona von Iscomar gechartert und in Blanca del Mar umbenannt. Im November 2008 wurde es für den Verkehr zwischen Travemünde und Liepāja von Ave Line gechartert und in Ave Liepaja umbenannt. Anfang Dezember 2009 endete die letzte Fahrt für die Ave Line mit einem technischen Problem und einem damit verbundenen Werftaufenthalt vor Fredericia. Seit März 2010 ist sie im Dienst für LD Lines zwischen Boulogne-sur-Mer und Dover und wurde in Norman Bridge umbenannt.

### Ave Luebeck(2008–2009)
Als Schwesterschiff der Ave Liepaja wurde dieses Schiff 1998 als Dawn Merchant gebaut. 2005 wurde es erstmals umbenannt in Europax Appia, bevor es 2006 von Balearia gechartert und in Pau Casals umbenannt wurde, um zwischen Valencia und Palma eingesetzt zu werden. Ende 2008 wurde es von Ave Line gechartert und in Ave Luebeck umbenannt. Das Schiff sollte danach vom Mittelmeer in die Ostsee überführt werden, doch auf Grund der Wirtschaftskrise musste die Charter storniert werden, so dass die Ave Luebeck mehrere Wochen in der Deutschen Bucht auf Reede lag. Im April 2009 fand das inzwischen in T-Rex umbenannte Schiff in T-Link Lines einen neuen Charterer und verkehrt seitdem zwischen Genua und Termini Imerese. Seit dem 8. Juli 2013 wird das Schiff von Stena Line zwischen Karlskrona und Gdingen eingesetzt.

### Baltic Amber(2010)

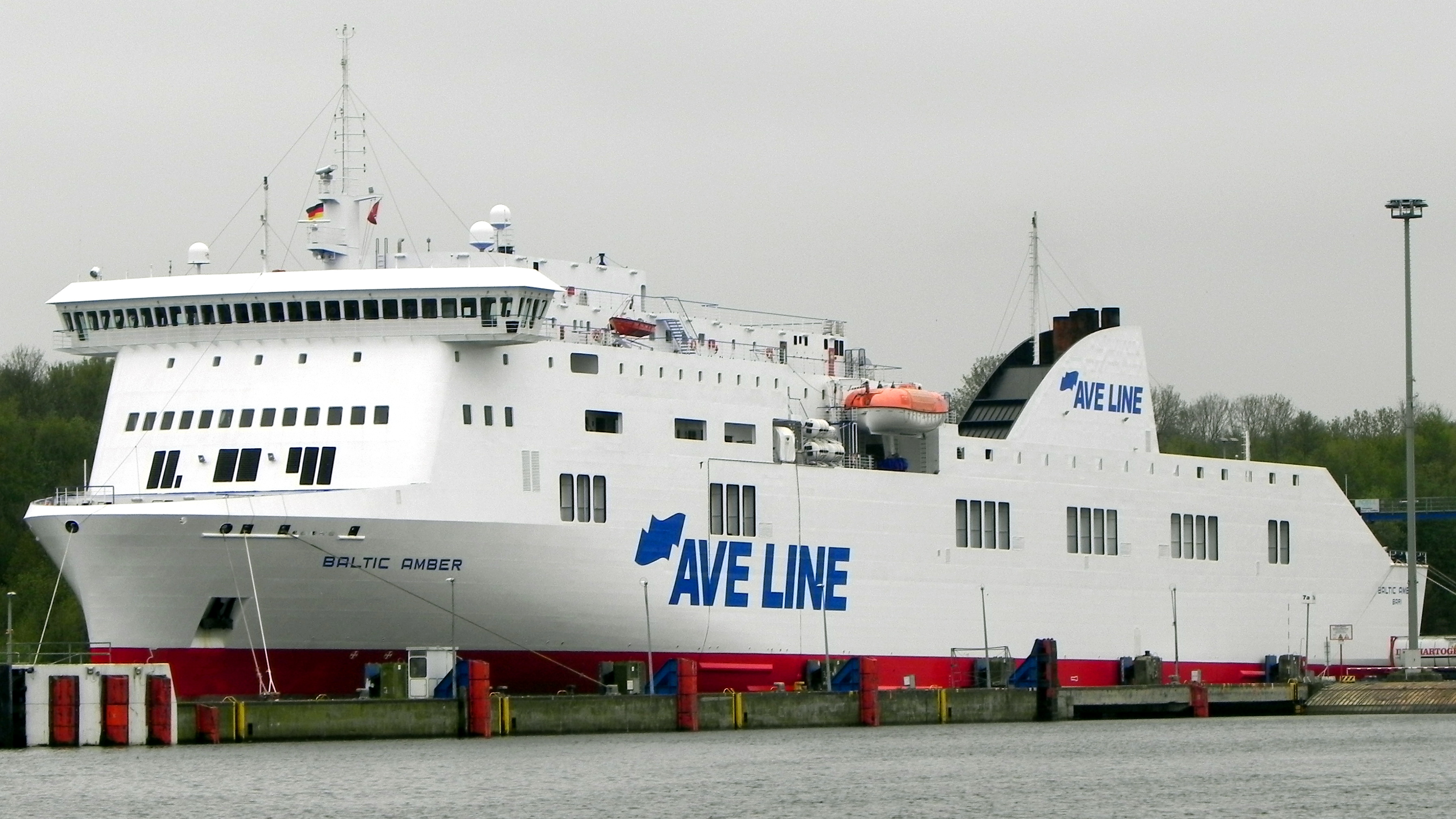
Baltic Amber in Travemünde (2010)

Die Baltic Amber wurde 2007 für Stena RoRo in Porto Viro, Italien gebaut. Das Schiff kam als Borja für die Reederei Balearia in Fahrt und zwischen Barcelona und Palma eingesetzt. Im März 2010 wurde es von der Ave Line gechartert und in Baltic Amber umbenannt. Vor der Indienststellung wurde es in Rotterdam umlackiert und ausgerüstet. Dabei kam es zu einem Zwischenfall, als sich ein Rettungsboot löste und mit drei Besatzungsmitgliedern acht Meter in die Tiefe stürzte.